# Бишляк
Бишля́к — село в Україні, у Володимирецькій селищній громаді Вараського району Рівненської області. Населення становить 701 осіб.

## Географія
Село Бишляк розкинулось на правому березі мальовничої поліської річки Стир, що знаходиться на північному заході Рівненської області, за 40 км від районного центру — Володимирець. В адміністративному підпорядкуванні входить до складу Великотелковицької сільської ради Володимирецького району Рівненської області.

## Історія
Вперше село згадується в другій половині XVII ст. Щодо походження назви села існує дві версії. За першою версією назва села походить від слів «битий шлях», за другою — від першого поселенця, прізвище якого було «Блищик».
«Битий шлях» — це відрізок ґрунтової дороги завдовжки 3 кілометри, який з'єднує між собою села Бишляк та Сопачів. В період революцій та Першої світової війни край був прифронтовою смугою, тому цей шлях мав важливе військово — транспортне значення. Протягом усього періоду першої світової війни (1914–1918 рр.) цим шляхом проходили частини 3-ї і 8-ї російських армій, польські, австрійські та румунські солдати, які завдавали значної шкоди цій місцевості. Попри те, що поряд проходили й інші дороги, але саме цей шлях значився на картах у військових. Цей шлях «пробили» через непрохідне в той час болото  австрійські солдати. Один з відрізків цього шляху жителі села і зараз називають "Австрійською греблею". Її будували солдати австрійської армії з допомогою дерева та насипів із піску. За спогадами односельчан харчувалися солдати погано, а працювати доводилося багато, через що тут загинув не один солдат.
В 1795 році відбувся третій поділ Польщі, внаслідок якого територія села відійшла до складу Російської імперії. В цьому ж році було створено Волинську губернію з центром у Новоград-Волинському, а пізніше — у Житомирі.
Після скасування кріпосного права в 1861 році селяни отримали свободу, але фактично вона не була підкріплена: значна частина землі залишалася у попередніх власників. Селяни через бідність, не мали змоги викупити свої наділи і продовжували обробляти землю поміщика. Багато хто залишав рідне село і в пошуках кращого життя вирушав в далеку дорогу: хто на заробітки, а хто й в пошуках постійного місця проживання. Основний напрямок в пошуках заробітку — Волинь.
На початку XX століття в селі поселилось багато єврейських сімей, які займалися ремеслом і торгівлею. Між єврейськими сім'ями і місцевими жителями були дружні відносини.
Революція 1917 року негативно вплинула на соціальний розвиток села. Більше двох років в селі тривало безправ'я — царське самодержавство впало, а нова влада ніяк не могла стати на ноги. За Україну йшли тяжкі бої. Розруха по всій країні призвела до того, що люди, як села так і країни, більш як на 8 років забули про освіту та медицину.
На початку 1918 року в село прийшла страшна епідемія так званої «іспанки». Епідемія менш чим за рік охопила майже все село, багато людей різного віку померло.
Однак горе селян не обмежилося тільки цією хворобою — «іспанкою». За цією епідемією розпочалися епідемії тифу та малярії. За період епідемій 1917–1920 років населення села зменшилося на чверть.
Радянська окупація почалась у січні 1918 року. У березні 1918 року село визволила армія УНР. У червні 1919 року більшовики знову захопили село. Впродовж 1919-1920 років за село йшли бої між більшовиками і поляками.
У 1921 році село офіційно перейшло під владу Польщі.
У селі поселилися поляки, яким виділили частину землі і угідь. Тяжким було життя. безробіття, малоземелля, часті неврожайні роки штовхали людей на заробітки, в еміграцію.
З вересня 1920 по вересень 1939 року село перебувало під владою Польщі. Польські власті запровадили на захоплених землях жорсткий військово-поліцейський режим. Всіх, хто висловлював незадоволення політикою польського уряду, ставили на поліцейський облік і строгий контроль.
У липні 1925 року польський сейм прийняв закон про парцелізацію й осадництво, на підставі якого підлягали викупу землі колишніх династій, казенні та занедбані землі колишніх російських поміщиків. Земля нарізувалася будь — якої площі і продавалася будь — кому. Однак наші селяни не мали змоги їх купувати і більшість парцел скуповували поляки. Внаслідок цього багато землі опинилися в руках поляків. Жителі села сіяли багато льону та конопель з яких потім виготовляли одяг. Одяг можна було й купити, який привозили з Польщі, але такий одяг коштував недешево і не кожен міг собі це дозволити.
12 червня 2020 року, відповідно до розпорядження Кабінету Міністрів України № 722-р від «Про визначення адміністративних центрів та затвердження територій територіальних громад Рівненської області», увійшло до складу Володимирецької селищної громади.
19 липня 2020 року, в результаті адміністративно-територіальної реформи та ліквідації Володимирецького району, село увійшло до складу Вараського району.

## Населення
За переписом населення 2001 року в селі мешкало 688 осіб.

### Мова
Розподіл населення за рідною мовою за даними перепису 2001 року:
| Мова       | Відсоток |
| ---------- | -------- |
| українська | 99,71 %  |
| білоруська | 0,14 %   |
| російська  | 0,14 %   |

## Відомі люди
Блищик Пилип Прокопович – житель села Бишляк,  ветеран Другої світової війни,  учасник бойових дій з 5 березня 1944 року. Народився 11 листопада 1923 року в селі Бишляк Володимирецького району (а  на той час Дубровицького). Закінчив 3 класи польської школи у 1933 році. 22 червня 1941 року війна Пилипа Прокоповича застала у рідному селі, оскільки на той момент ще не було 18 років, тому мобілізований був лише 1944 року, з приходом Червоної армії на Західну Україну. До звільнення території від фашистів проживав в селі, коли почався масовий вивіз людей до Німеччини,переховувався в лісі. В березні 1944 року був призваний  до армії у 186 стрілецький полк, у полку пробув до серпня 1945 року. У квітні-травні 1944 року був на передовій, брав участь у битвах за польські міста: Гдиню, Данциг, сучасний Гданськ. У першому своєму бою був поранений в ногу. Був  три тижня  у госпіталі,  потім повернувся у свій полк.  Брав участь у жорстких боях за визволення столиці Угорщини – Будапешту. Це були самі жорстокі бої, які довелось бачити за  всю війну. Солдатам розповідали, що Будапешт боронять найкращі німецькі частини. Там полягло багато побратимів Пилипа Прокоповича, ще більше було поранено. Але все ж таки Будапешт було взято. Далі Пилип Прокопович мав наступати на Чехословаччину, але при форсуванні Дунаю неподалік їх вибухнув снаряд. Пилип Прокопович був поранений, один з осколків і до цього часу знаходиться над правою бровою. Після лікування був залишений для проходження служби при госпіталі.  
Біля річки Одер Пилип Прокопович повернувся у свій полк і попрямував на Берлін. З тих що були в полку в березні 1944 року залишились одиниці. Вже 8 травня почули про капітуляцію Німеччини.  9 травня 1945 року  зустрічали в Берліні, ввечері   їх повідомили, щоб 10 зранку  готувалися до можливої відправки до повсталої столиці Чехії – міста Прага. Але 11 травня Прага здалася.
З серпня 1945 року по березень 1946 року Пилип Прокопович проходив військову службу у 50 саперному батальйоні, займався пошуком та знищенням   нерозірваних боєприпасів.
Закінчував службу Блищик Пилип Прокопович у 114 –ому танковому полку. Демобілізований на основі наказу Президіума  СССР 20 червня 1946 року.